# Penong
Penong é uma pequena localidade da Austrália Meridional situada na Planície de Nullarbor. É a última localidade na Rodovia Eyre antes de Border Village, o que a torna uma parada popular para os viajantes que transitam entre os estados da Austrália Meridional e da Austrália Ocidental.
O censo australiano de 2016 foi conduzido em agosto daquele ano e registrou que Penong e Bookabie compartilhavam uma população de 289 habitantes.
Penong é a localidade mais próxima ao Parque de Conservação de Chadinga e ao Lago MacDonnell, que possui grandes reservas de sal e gipsita. Fica a 20 km ao norte de Cactus Beach, uma praia popular para a prática do surfe. Cactus Beach está do lado oeste de Point Sinclair, enquanto Port Le Hunte fica no lado mais abrigado, a leste, também conhecido como Port Irvine.

## História
A área próxima a Penong começou a ser ocupada pelos europeus no século XIX, tendo a localidade sido estabelecida em 1892 com a chegada da ferrovia à região. Caracteriza-se pela presença de muitos moinhos de vento, que bombeiam água da bacia Anjutabie. 
A igreja anglicana de São Alfege foi consagrada em 20 de setembro de 1909, sendo posteriormente substituída por uma construção de alvenaria em 1961. O último serviço regular foi realizado em 2015 e a congregação foi formalmente encerrada em março de 2019. Há também uma congregação da Igreja Unida na Austrália na localidade.